# Saint-Vincent-de-Mercuze-Sainte-Marie-du-Mont
 (août 2012).
Si vous disposez d'ouvrages ou d'articles de référence ou si vous connaissez des sites web de qualité traitant du thème abordé ici, merci de compléter l'article en donnant les références utiles à sa vérifiabilité et en les liant à la section « Notes et références ».
Ancienne commune de l'Isère, la commune de Saint-Vincent-de-Mercuze-Sainte-Marie-du-Mont a existé de 1973 à 1984. Elle a été créée en 1973 par la fusion des communes de Saint-Vincent-de-Mercuze et de Sainte-Marie-du-Mont. En 1984 elle a été supprimée et les deux communes constituantes ont été rétablies.